# آبشار کولونیال کریک
آبشار کولونیال کریک (به انگلیسی: Colonial Creek Falls) آبشاری است در کشور ایالات متحده آمریکا که ۷۸۸ متر ارتفاع دارد.  این آبشار چهاردهمین آبشار بلند جهان است.